# Sendangcoyo
Sendangcoyo is een bestuurslaag in het regentschap Rembang van de provincie Midden-Java, Indonesië. Sendangcoyo telt 2183 inwoners (volkstelling 2010).